# Hermann Buddensieg

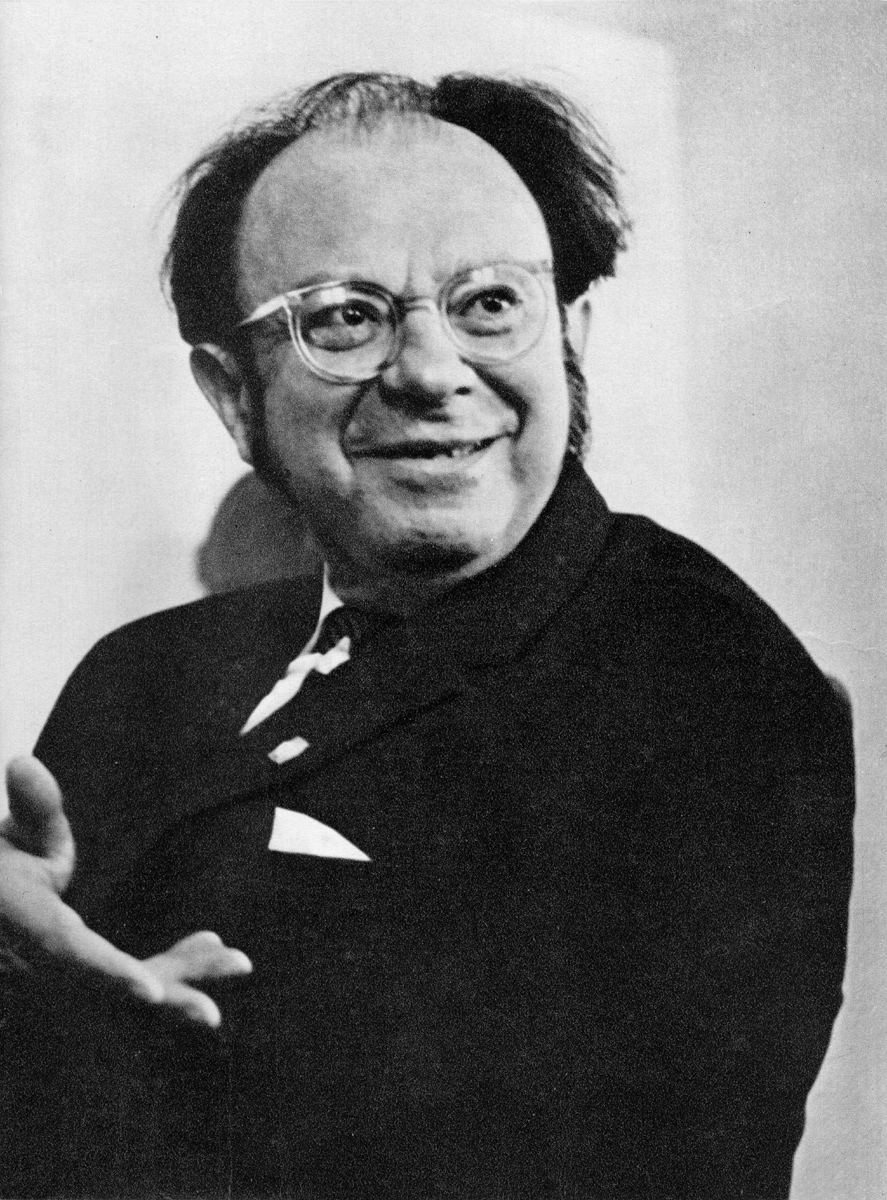
Hermann Buddensieg 1964

Hermann Karl Robert Buddensieg (* 3. Juni 1893 in Eisenach; † 12. Dezember 1976 in Heidelberg) war ein deutscher Schriftsteller, Herausgeber und Übersetzer. Er ist vor allem durch seine Nachdichtungen von polnischen und litauischen Werken bekannt geworden und hat sich durch die Herausgabe der Mickiewicz-Blätter von 1956 bis 1976 um den deutsch-polnischen Kulturaustausch verdient gemacht, wofür er vielfach geehrt wurde. Außer von seinem literarischen Werk war sein Leben vor allem auch von den Folgen einer schweren Kopfverletzung im Ersten Weltkrieg bestimmt, die er philosophisch in seiner autobiographischen Schrift Morbus Sacer (Morbus sacer), erschienen 1946, verarbeitet hat.

## Leben
Buddensieg ist der Sohn eines Apothekers aus Eisenach. Er war in seiner Jugendzeit Anhänger der Wandervogel-Bewegung. Buddensieg begann das Studium der Rechts- und Staatswissenschaften in Jena. Durch den Ausbruch des Ersten Weltkrieges wurde sein Studium unterbrochen. Er erhielt einen Gestellungsbefehl  der ihn zunächst nach Russland und dem zum Kaiserreich gehörenden Litauen führte. Im Frühjahr 1918 kam er an der Westfront zum Einsatz und wurde dort am 28. Mai bei Chemin des Dames durch einen Kopfschuss schwer verwundet.
Die Verwundung führte zu epileptischen Anfällen, die auch nach seiner Rückkehr nach Eisenach als Spätfolge anhielten, weshalb er vorübergehend in der dortigen Nervenklinik aufgenommen werden musste. Trotz seiner schweren körperlichen Beeinträchtigungen nahm Buddensieg sein Studium  der Rechts- und Staatswissenschaften in Jena wieder auf, wechselte an die Universität München und schließlich an die Universität Heidelberg, wo er 1920 sein Studium abschloss und bei Eberhard Gothein mit einer Arbeit über Wilhelm Weitling promoviert wurde. 
Inzwischen in Binau wohnend, bereitete er nach dem Studium eine Habilitationsschrift über Goethe vor, musste sie jedoch krankheitsbedingt abbrechen. Statt einer akademischen Laufbahn schlug er den Weg eines Publizisten ein und widmete sich historischen Studien, unter anderem abermals über Goethe und Marx. Von 1924 bis 1926 war er Herausgeber der Zeitschrift Der Rufer zur Wende. Ab 1931 war er Chefredakteur von Jakob Wilhelm Hauers Zeitschrift Kommende Gemeinde. Noch in Binau wurde er nach 1933 durch die Nationalsozialisten mit Berufsverbot belegt. Er zog nach Hamburg, wo er sich als Briefmarkenhändler verdingte, während von 1940 bis 1943 sein autobiographisches Werk Morbus Sacer entstand, in dem er sich vor allem mit den Folgen seiner Kriegsverletzung auseinandersetzte und die Krankheit als Befähigung und Chance verstand.
Noch im Zweiten Weltkrieg wandte er sich der Lyrik zu und veröffentlichte 1946 die bereits zwei Jahre zuvor im zerstörten Hamburg entstandene Ode Neckar, ein Loblieb auf das Neckartal bei Heidelberg. 1948 folgte Die Götter und der Dichter, 1950 Die Nymphen in Anlehnung an Ovids Metamorphosen.
Über seine Beschäftigung mit Goethe war Buddensieg auf den polnischen Dichter Adam Mickiewicz aufmerksam geworden, der 1829 mit Goethe zusammentraf. Buddensieg befasste sich von 1950 an für fünf Jahre mit der deutschen Nachdichtung von Mickiewiczs Epos Pan Tadeusz. Buddensieg entschied sich für die Nachdichtung statt einer Übersetzung, weil das polnische Versmaß und einige verwendete Begriffe sich nicht adäquat hätten übersetzen lassen. Im Erscheinungsjahr seiner Nachdichtung, 1955 reiste er nach Polen, wo er an einer Arbeitskonferenz teilnahm. Ab 1956 bis zu seinem Tod gab er dreimal im Jahr die sogenannten Mickiewicz-Blätter mit Fachaufsätzen und Leseproben deutscher und polnischer Wissenschaftler heraus und trug damit wesentlich zum deutsch-polnischen Kulturaustausch bei. Als es um 1965 zu einer Renaissance der Werke des litauischen Dichters Kristijonas Donelaitis in Polen kam, schrieb der inzwischen in Baiertal bei Wiesloch lebende Buddensieg eine deutsche Nachdichtung von dessen Werk Metai (Die Jahreszeiten). 1967 folgte eine Nachdichtung des Werks Der Hain von Asykscias von Antanas Baranauskas. 
Buddensieg, der als „Kauz“ beschrieben wurde und nach Aussagen seiner jüngsten Tochter „nicht sehr realitätsbezogen“ und „wenig mit den Dingen des Alltags beschäftigt“ war, verbrachte seine letzten Jahre von neuer Krankheit gezeichnet in Baiertal. Hermann Buddensieg wurde auf dem Heidelberger Bergfriedhof beigesetzt.

## Familie
Aus seiner ersten Ehe, 1927 geschlossen, hatte Buddensieg einen Sohn, den späteren Kunsthistoriker Tilmann Buddensieg (1928–2013) und eine Tochter. Nach dem Tod seiner ersten Frau heiratete Buddensieg die 30 Jahre jüngere Ilse Timm (1923–2010). In dieser Ehe wurde 1960 die gemeinsame Tochter Daniela geboren, Buddensiegs drittes Kind.

## Auszeichnungen und Ehrungen
1958 wurde er mit dem Bundesverdienstkreuz erster Klasse ausgezeichnet, 1968 mit dem Großen Verdienstkreuz des Verdienstordens der Bundesrepublik Deutschland. 1969 erhielt er die Ehrendoktorwürde der Universität Poznań, eine weitere Ehrendoktorwürde trug er von der Polnischen Akademie der Wissenschaften. Außerdem wurde er mit dem Universitätssiegel in Silber der Universität Heidelberg und mit dem polnischen Verdienstorden ausgezeichnet. An seinem letzten Wohnort in Wiesloch-Baiertal wurde eine Straße nach ihm benannt.